# بلاچی (اورگن)
بلاچی (به انگلیسی: Blachly) یک منطقهٔ مسکونی در ایالات متحده آمریکا است که در شهرستان لین، اورگن واقع شده‌است.